# Rybulozo-1,5-bisfosforan
Rybulozo-1,5-bisfosforan – organiczny związek chemiczny z grupy estrów. Bierze udział w procesie fotosyntezy.

## Rola w procesie fotosyntezy
RuBP reaguje z dwutlenkiem węgla w procesie karboksylacji katalizowanym przez enzym RuBisCO. Produktem jest wysoce niestabilny sześciowęglowy związek pośredni znany jako 1,5-bisfosforan 3-keto-2-karboksyarabinitol. Niemal natychmiast rozpada się on na dwie cząsteczki 3-fosfoglicerynianu. Dzięki swoim właściwościom umożliwiającym mu zarówno prowadzenie karboksylacji, jak i oksygenacji, RuBisCO katalizuje również RuBP tlenem (O
2) w procesie zwanym fotooddychaniem[niewiarygodne źródło?], które jest faworyzowane w wysokich temperaturach. Podczas fotooddychania RuBP łączy się z O2, w wyniku czego powstaje 3-PGA oraz kwas fosfoglicerynowy. W cyklu Calvina RuBP jest odtwarzany wskutek fosforylacji rybulozo-5-fosforanu przez ATP.